# Mietvilla Wallotstraße 29

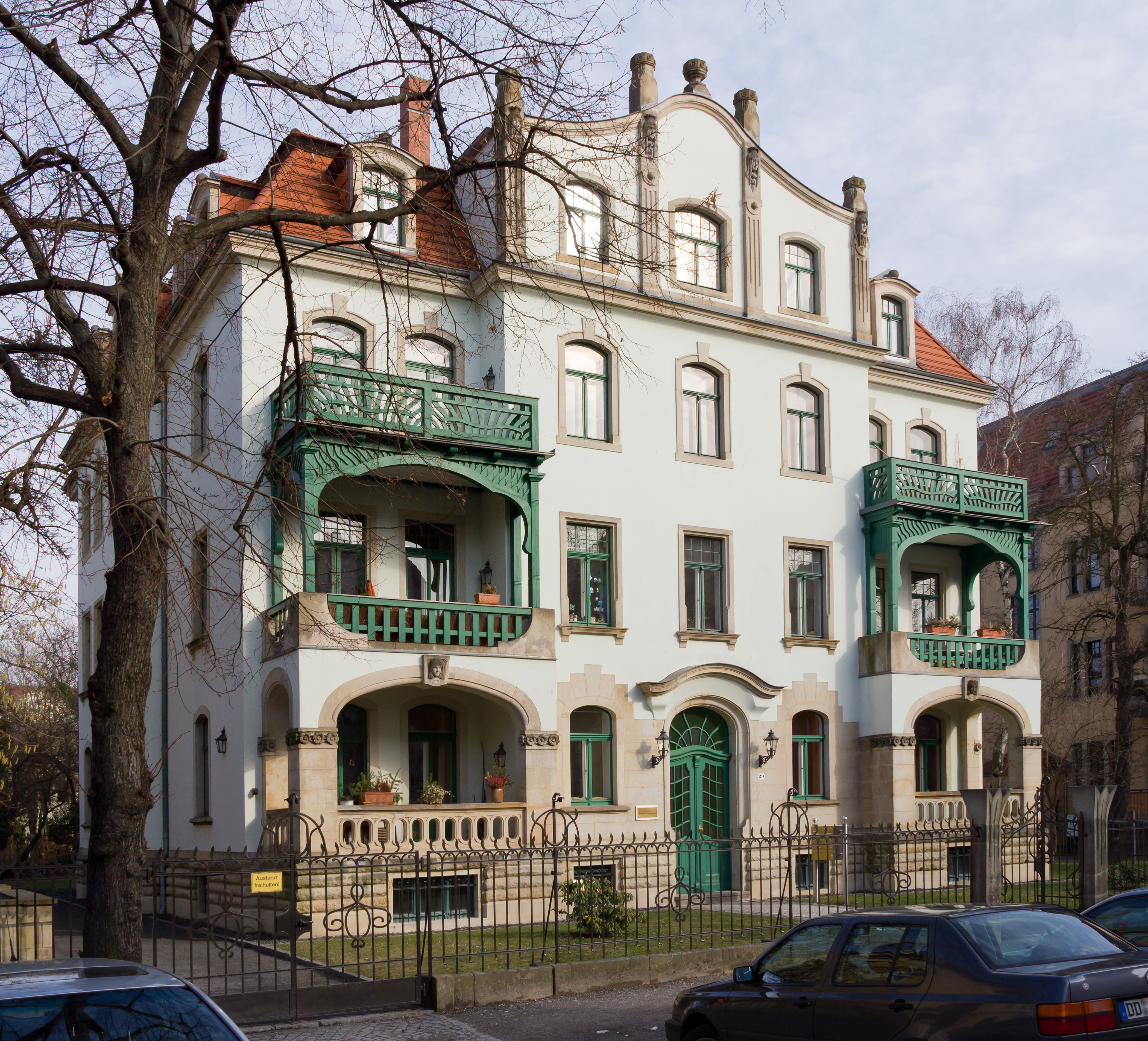

Die Mietvilla Wallotstraße 29  ist eine denkmalgeschützte Jugendstil-Wohnhaus im Dresdner Stadtteil Striesen,  die 1903 für Anna Emma Wachter, Ehefrau eines Baumeisters, erbaut worden ist.

## Beschreibung

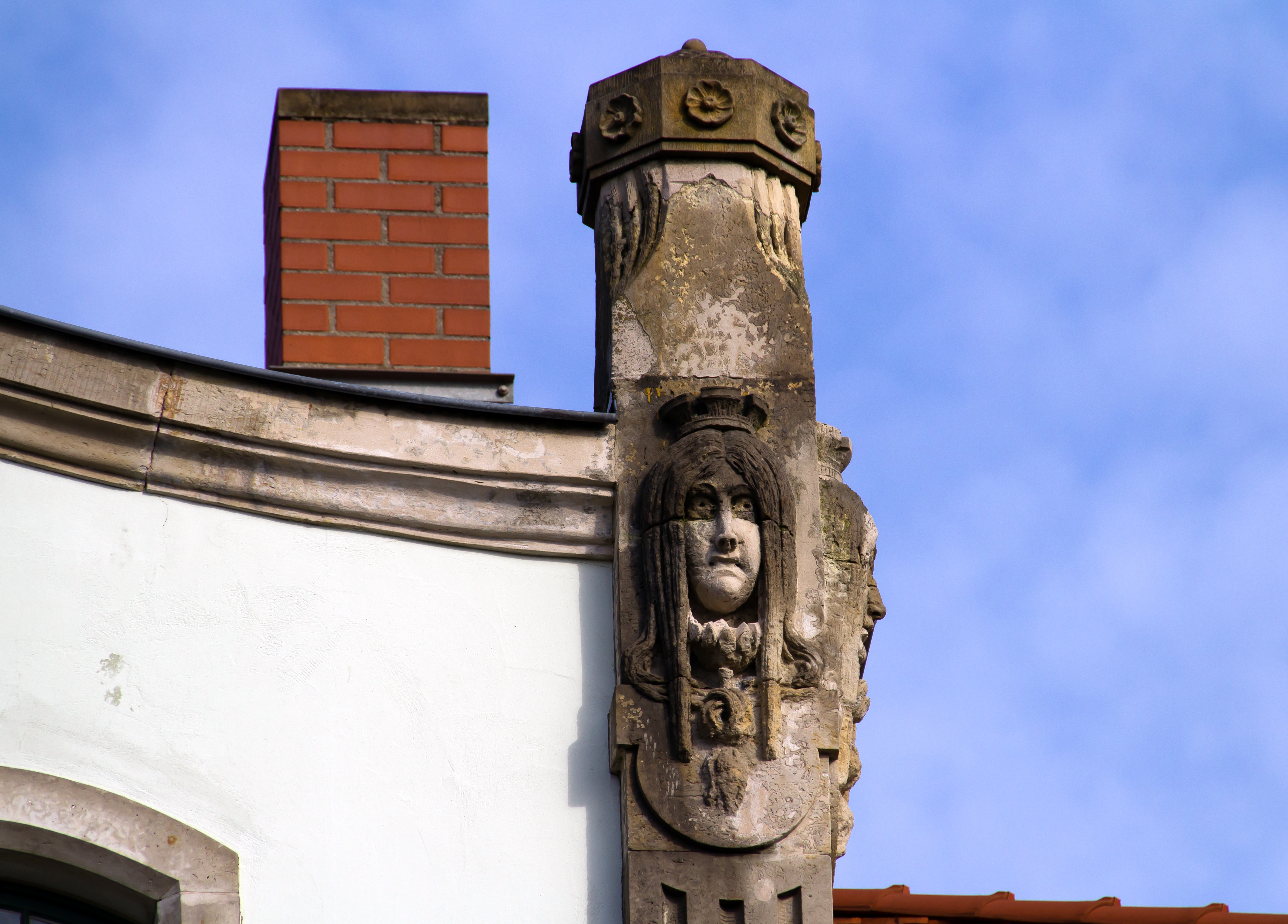
Detail des Giebels

Das „dreigeschossige freistehende herrschaftliche Mietshaus mit ausgebautem Dachgeschoss“ erstreckt sich über sieben Fensterachsen. Das symmetrisch gegliederte Gebäude verfügt über einen dreiachsigen Mittelrisaliten. Während sich in der Mittelachse das Portal befindet, wurden an den Außenachsen die Balkone angebracht. Als oberer Abschluss der Mittelachse wurde ein Giebel mit einer Pilastergliederung mit Kopfbüsten errichtet.
Die Denkmaleigenschaft wird vom Landesamt für Denkmalpflege Sachsen beschrieben: „Repräsentatives Wohngebäude nach 1900 mit symmetrischer Putz-Sandstein-Fassade, Mittelrisalit von geschwungenem und verziertem Giebelabschluss bekrönt, Seitenachsen durch Balkone hervorgehoben, zurückhaltende historisierende und Jugendstilornamentik, Flurausstattung und Treppenhausausstattung.“